# Farina di neccio della Garfagnana
La farina di neccio di Garfagnana è la denominazione di una farina ottenuta dalla macinatura di castagne secche prodotte in varie località della provincia di Lucca, nella regione Toscana.
In Garfagnana, "neccio" è un termine che designa proprio la castagna, e suoi derivati.
Oggi destinata quasi esclusivamente alla produzione dolciaria, la farina di neccio — che si poteva cucinare in tanti modi — ha rappresentato nel corso di molti secoli il principale alimento della popolazione rurale della Garfagnana.
La farina è ottenuta dalle castagne delle varietà carpinese, pontecosi, mazzangaia, pelosora, rossola, verdola, nerona e capannaccia.
Il suo colore varia dal bianco all'avorio scuro. Il suo sapore è dolce con un leggero retrogusto amarognolo. Profumo di castagna.
In autunno le castagne vengono raccolte ed essiccate per quaranta giorni in un metato dove il fuoco viene alimentato con legno di castagno. Dopo un'accurata selezione manuale, le castagne secche vengono trasformate in farina mediante macine di pietra.
La zona di produzione della farina di neccio è costituita delle aree dei seguenti Comuni in provincia di Lucca: Castelnuovo di Garfagnana, Castiglione di Garfagnana, Pieve Fosciana, San Romano in Garfagnana, Sillano, Piazza al Serchio, Minucciano, Camporgiano, Careggine, Fosciandora, Giuncugnano, Molazzana, Vergemoli, Vagli Sotto, Villa Collemandina, Gallicano, Borgo a Mozzano, Barga, Coreglia Antelminelli, Fabbriche di Vallico e Bagni di Lucca.
Nella cucina locale, la farina di neccio è utilizzata per preparare la polenta dolce, i manafregoli, il castagnaccio o i necci ed altri dolci. Il pane detto della
Garfagnana prende anche il nome di "neccio".